# Gorjakovo
Gorjakovo falu Horvátországban Krapina-Zagorje megyében. Közigazgatásilag Pregradához tartozik.

## Fekvése
Krapinától 12 km-re délnyugatra, községközpontjától 5 km-re délre a Horvát Zagorje északnyugati részén fekszik.

## Története
A településnek 1857-ben 630, 1910-ben 1004 lakosa volt. Trianonig Varasd vármegye Pregradai járásához tartozott. A településnek 2001-ben 391 lakosa volt.

## Külső hivatkozások
- Pregrada hivatalos oldala
- A város információs portálja